# Edith Liljedahl
Edith Virginia Liljedahl (i riksdagen kallad Liljedahl i Gävle), född 16 augusti 1901 i Norra Åsum, död 16 september 1960 i Gävle, var en svensk distriktssköterska och politiker (folkpartist).
Edith Liljedahl, som var dotter till en snickare, tog sjuksköterskeexamen 1926 och verkade därefter i sjukvården i Mellansverige, från 1941 som 1:e distriktssköterska för Gävleborgs län. Hon var också ordförande i Gävleborgsdistriktet av Sveriges sjuksköterskeförening.
Hon var riksdagsledamot i andra kammaren 1949–1958 för Gävleborgs läns valkrets. I riksdagen var hon bland annat suppleant i första lagutskottet 1950–1956 och i statsutskottet 1957–1958. Hon engagerade sig främst i vård- och omsorgsfrågor. Liljedahl är begravd på Norra Åsums kyrkogård.